# Juventus Italia FC
Juventus Italia FC, zkráceně jen Juventus Italia byl italský fotbalový klub, sídlící ve městě Milán z regionu Lombardie. Od Turínského Juventusu se odlišoval že měl klub tříbarevnou trikoloru (červená, zelená a bílá).
Klub byl založen v roce 1910 jako Juventus Studenti. Již jak název napovídá, byl založen studenty z Milána. První zápasy odehráli na hřišti Piazza d'Armi, které bylo na severním okraji města. O rok později se klub změnil na Juventus Nova a přihlásil se do FIGC. O další rok později došlo ke sloučení s jiným klubem z Milána a to Italia FC a název se upravil na Juventus Italia.
První sezona v nejvyšší lize byla v sezoně 1913/14 a hráli ji pět sezon. Nejlepším umístěním bylo v sezoně 1914/15, když se dostal do semifinálové skupiny. Po válce, již nedokázal na tento úspěch navázat a od sezony 1922/23 hrála již nižší ligu (Seconda Divisione). Sezonu 1927/28 nedokončil celou a byl vyloučen ze soutěže. Poté se nepřihlásil do žádné soutěže. Až v roce 1947 se znovu připojil k regionální lize ale po ročním hraní v roce 1948 oficiálně zanikl.

## Změny názvu klubu
- 1910/11 – Juventus Studenti (Juventus Studenti)
- 1911/12 – Juventus Nova (Juventus Nova)
- 1912/13 – 1927/28 – Juventus Italia FC (Juventus Italia Football Club)
- 1947/48 – Juventus Italia FC 1910 (Juventus Italia Football Club 1910)